# Nils Nyberg
Nils Gunnar Nyberg, född 6 november 1923 i Mora församling, Kopparbergs län, död 24 augusti 1990 i Stora Kopparbergs församling, var en svensk arkitekt. 
Nyberg, som var son till köpman Alfred Nyberg och Evy Hansson, avlade studentexamen i Falun 1942 och utexaminerades från Kungliga Tekniska högskolan 1948. Han anställdes på länsarkitektkontoret i Falun 1948, blev konsulterande arkitekt och ingenjör vid Landsbygdens Byggnadsförening 1957 och var länsarkitekt i Kopparbergs län 1964–1991. Nils Nyberg är begravd på Hästbergs kyrkogård i Falun.